# Soeuy Visal
Soeuy Visal (19 agosto 1995) è un calciatore cambogiano, difensore dello Svay Rieng.

## Carriera

### Club
Ha giocato nella prima divisione cambogiana.

### Nazionale
Ha esordito in nazionale nel 2014.

## Statistiche

### Cronologia presenze e reti in nazionale
| Cronologia completa delle presenze e delle reti in nazionale ― Cambogia | Cronologia completa delle presenze e delle reti in nazionale ― Cambogia | Cronologia completa delle presenze e delle reti in nazionale ― Cambogia | Cronologia completa delle presenze e delle reti in nazionale ― Cambogia | Cronologia completa delle presenze e delle reti in nazionale ― Cambogia | Cronologia completa delle presenze e delle reti in nazionale ― Cambogia | Cronologia completa delle presenze e delle reti in nazionale ― Cambogia | Cronologia completa delle presenze e delle reti in nazionale ― Cambogia |
| Data                                                                    | Città                                                                   | In casa                                                                 | Risultato                                                               | Ospiti                                                                  | Competizione                                                            | Reti                                                                    | Note                                                                    |
| ----------------------------------------------------------------------- | ----------------------------------------------------------------------- | ----------------------------------------------------------------------- | ----------------------------------------------------------------------- | ----------------------------------------------------------------------- | ----------------------------------------------------------------------- | ----------------------------------------------------------------------- | ----------------------------------------------------------------------- |
| 6-6-2019                                                                | Phnom Penh                                                              | Cambogia                                                                | 2 – 0                                                                   | Pakistan                                                                | Qual. Mondiali 2022                                                     | -                                                                       | cap.                                                                    |
| 11-6-2019                                                               | Doha                                                                    | Pakistan                                                                | 1 – 2                                                                   | Cambogia                                                                | Qual. Mondiali 2022                                                     | -                                                                       | cap.                                                                    |
| 5-9-2019                                                                | Phnom Penh                                                              | Cambogia                                                                | 1 – 1                                                                   | Hong Kong                                                               | Qual. Mondiali 2022                                                     | -                                                                       | cap.                                                                    |
| 10-9-2019                                                               | Phnom Penh                                                              | Cambogia                                                                | 0 – 1                                                                   | Bahrein                                                                 | Qual. Mondiali 2022                                                     | -                                                                       | cap.                                                                    |
| 10-10-2019                                                              | Tehran                                                                  | Iran                                                                    | 14 – 0                                                                  | Cambogia                                                                | Qual. Mondiali 2022                                                     | -                                                                       | cap.                                                                    |
| 15-10-2019                                                              | Phnom Penh                                                              | Cambogia                                                                | 0 – 4                                                                   | Iraq                                                                    | Qual. Mondiali 2022                                                     | -                                                                       | cap.                                                                    |
| 14-11-2019                                                              | Phnom Penh                                                              | Cambogia                                                                | 1 – 1                                                                   | Mongolia                                                                | Amichevole                                                              | -                                                                       | cap.                                                                    |
| 19-11-2019                                                              | Hong Kong                                                               | Hong Kong                                                               | 2 – 0                                                                   | Cambogia                                                                | Qual. Mondiali 2022                                                     | -                                                                       | cap. 31’ 78’                                                            |
| 7-6-2021                                                                | Arad                                                                    | Iraq                                                                    | 4 – 1                                                                   | Cambogia                                                                | Qual. Mondiali 2022                                                     | 1                                                                       | cap.                                                                    |
| 11-6-2021                                                               | Riffa                                                                   | Cambogia                                                                | 0 – 10                                                                  | Iran                                                                    | Qual. Mondiali 2022                                                     | -                                                                       | cap.                                                                    |
| 6-12-2021                                                               | Singapore                                                               | Cambogia                                                                | 1 – 3                                                                   | Malaysia                                                                | AFF Suzuki Cup 2020 - 1º turno                                          | -                                                                       | cap.                                                                    |
| 15-12-2021                                                              | Singapore                                                               | Cambogia                                                                | 3 – 0                                                                   | Laos                                                                    | AFF Suzuki Cup 2020 - 1º turno                                          | -                                                                       | cap.                                                                    |
| 8-6-2022                                                                | Calcutta                                                                | India                                                                   | 2 – 0                                                                   | Cambogia                                                                | Qual. Coppa d'Asia 2023                                                 | -                                                                       | cap.                                                                    |
| 22-9-2022                                                               | Phnom Penh                                                              | Cambogia                                                                | 0 – 1                                                                   | Bangladesh                                                              | Amichevole                                                              | -                                                                       |                                                                         |
| Totale                                                                  |                                                                         | Presenze                                                                | 14                                                                      |                                                                         | Reti                                                                    | 1                                                                       |                                                                         |